# ミェチスワフ・ホルショフスキ
ミェチスワフ・ホルショフスキ（ポーランド語: Mieczysław Horszowski、ヘブライ語: מייצ'יסלב הורשובסקי‎、1892年6月23日 - 1993年5月22日）は、ポーランド出身のピアノ奏者（ミエチスラフ・ホルショフスキとも）。99歳まで公開演奏会を行った。

## 演奏スタイル
晩年のバッハ、モーツァルトやショパンにおける情味深い演奏での評価が特に高い。とりわけショパンについては、自身がポーランド出身である上にショパン直系の弟子筋に当たる。高齢での演奏であっても決して枯れたものではなく、むしろみずみずしいところも特徴である。一方でシマノフスキ、ヴィラ＝ロボスなども好んで演奏した。

## 略歴

### 幼少期

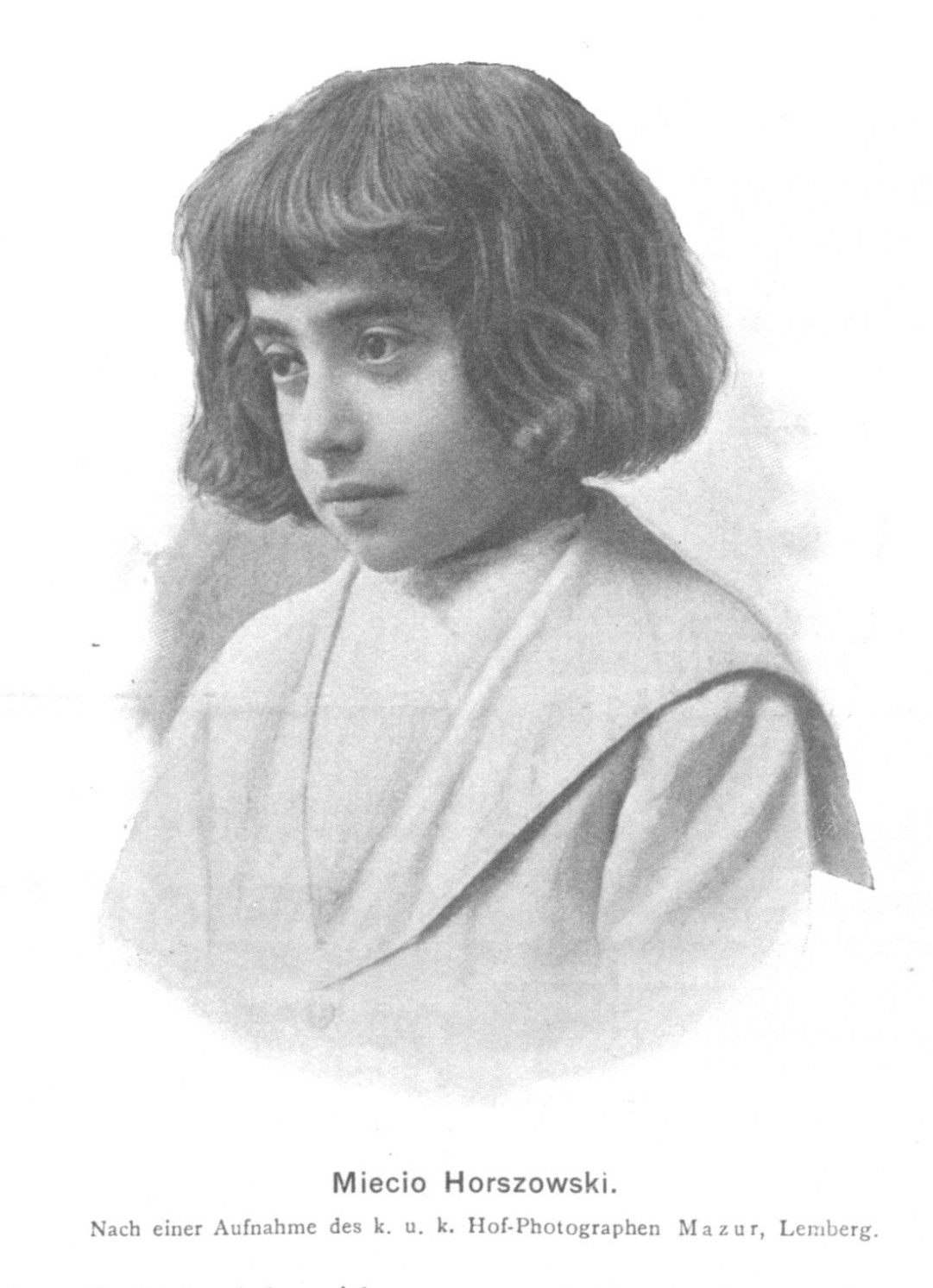
1902年のミェチスワフ・"ミーチョ"・ホルショフスキ

オーストリア＝ハンガリー帝国のレンベルク（現在のウクライナ領リヴィウ）に生まれる。母親はショパンの直弟子カール・ミクリに学んだピアニストであり、その母から直接ピアノの手ほどきを受けた。4歳の頃からすでに神童と呼ばれ、1899年7歳の時にウィーンに移り住んで名教師レシェティツキの指導を受け、この年にはヨーロッパ各地で演奏旅行を行う。レシェティツキは、ベートーヴェンの弟子、カール・チェルニーに学んでいるので、ホルショフスキはショパンとベートーヴェンの曾孫弟子に当たる。レシェティツキの義理の姉妹、アンジール・ポトカAngele Potockaは、ホルショフスキを「高い次元の神童」と評した。
1901年ベートーヴェンのピアノ協奏曲第1番をワルシャワで演奏し、ヨーロッパとアメリカを神童として演奏旅行する。1905年にはガブリエル・フォーレのために演奏し、ニースでカミーユ・サン＝サーンスと会う。1909年(1911年?)、パリの大学コレージュ・ド・フランスで哲学を学ぶため演奏活動を2年間中断する。ベルクソンの講義を聞くためだったと言う。ホルショフスキの家系はユダヤ系だが、彼自身は若くしてローマ・カトリック教徒へと転向しており、信心深かったという。フランスの批評家André Tubeufは、「ホルショフスキはとてもユダヤ的であり、かつとてもカトリック的だ。どちらの場合もポーランド人以外ではあり得ないような形だ。」と述べている。

### 経歴
1914年、第一次世界大戦の影響でミラノに移り住み、トスカニーニと知り合う。1940年、第二次世界大戦中にアメリカに移住。1942年以降フィラデルフィアのカーティス音楽院で後進の指導に当たった。ここでの門人にリチャード・グード、ピーター・ゼルキンらがいる。ホルショフスキはカザルス（チェロ奏者）の伴奏者としても知られるが、1950年フランスの寒村プラドに亡命中で演奏活動を自粛していたカザルスに対して、バッハ没後200年を記念した音楽祭の企画をヴァイオリニストのアレクサンダー・シュナイダー（ブダペスト弦楽四重奏団）と共に持ちかけ、プラド音楽祭として実現し、カザルスの沈黙を破らせることに成功した。その後もプラド音楽祭には常連として参加した。カザルスについては ケネディ大統領に招待されたホワイトハウスコンサート（CBSから録音が発売されている）の際にも伴奏を担当している。他にシゲティやブダペスト弦楽四重奏団との共演による録音も多い。しかし1960年前後からは録音が減り、表舞台から忘れ去られる。1963年から、ルドルフ・ゼルキンの誘いでマルボロ音楽祭に参加。この地でマレイ・ペライアを教えた。1981年にピアノ奏者のベアトリーチェ・コスタと結婚する。1983年、91歳のときにペライアの招きによりオールドバラ音楽祭に出演したことが契機となって大評判を呼び「ホルショフスキ・ルネッサンス」が起こる。1987年、95歳のときに初来日し、盟友の名を冠した東京のカザルスホールの落成記念のため、12月9日と11日の2日間に渡ってリサイタルを開いた。コンサートの模様はCDおよびDVDとして発売された。この頃、ノンサッチ・レコードレーベルでスタジオ録音を行っており、4枚のアルバムとして発売し円熟した演奏を聴かせている。1991年10月31日、生前最後の演奏会を開く。1992年3月6日に100歳記念演奏会がカーネギーホールで予定されていたが、直前でキャンセルした。1993年5月22日、心臓麻痺のためフィラデルフィアの自宅にて死去。